# Hofstetten-Flüh
Hofstetten-Flüh (gsw. Hufstette-Flüe, do 1985 Hofstetten) – miejscowość i gmina w północnej Szwajcarii, w kantonie Solura, w jednostce administracyjnej (Amtei) Dorneck-Thierstein, w okręgu Dorneck. Jest eksklawą kantonu Bazylea-Okręg.

## Demografia
W Hofstetten-Flüh mieszkają 3 292 osoby. W 2021 roku 18,3% populacji gminy stanowiły osoby urodzone poza Szwajcarią. 

## Transport
Przez teren gminy przebiega droga główna nr 274.